# أبو محمد الحسن المهلبي
أبو محمد الحسن المهلبي (903 - 963) ويعرف باسم الوزير المهلبي، كان رجلا عربيا استطاع أن يشغل منصب وزير الدولة البويهية أثناء حكم معز الدولة البويهي. كان من عائلة المهلبي البارزة.
ولد في عام 903. والده هو محمد بن هارون من عائلة المهلبي. في وقت لاحق خدم المهلبي كمسؤول عن الأهواز وسرعان ما انتقل إلى خدمة البويهيين الذين كانوا السادة الجدد للعراق وغرب إيران. ارتقى المهلبي بسرعة كشخصية بارزة في الدولة البويهية وأصبح في وقت لاحق رفيق أبو جعفر سيماري حاكم العراق في عهد معز الدولة. في عام 950 عين معز الدولة المهلبي وزيرا له وأعطاه لقب أستاذ.
في عام 950 وبعد صراع مستمر ضد حاكم البطيحة عمران بن شاهين قرر معز الدولة إرسال جيش تحت قيادة مشتركة للمهلبي والديلم العام روزباهان.
روزباهان الذي يكره المهلبي أقنعه بمهاجمة عمران مباشرة. احتفظ بقواته بعيدا عن أرض المعركة وهرب بمجرد أن بدأ القتال بين الجانبين. استخدم عمران التضاريس على نحو فعال ووضع الكمائن لجيش المهلبي. توفي العديد من جنود المهلبي في القتال وهو نفسه نجا من إلقاء القبض عليه بأعجوبة عن طريق السباحة إلى بر الأمان. ثم عقد معز الدولة اتفاق مع عمران للانضمام إليه بشروطه. تم تبادل الأسرى وقدم عمران تابعا للبويهيين وجرى تنصيبه حاكما على البطيحة.
توفي المهلبي في عام 963 بعد أن مرض خلال حملته العسكرية في عمان. وفقا لمسكويه فقد تم تسميم المهلبي من قبل معز الدولة.

## روابط خارجية
- أبو محمد الحسن المهلبي على موقع موسوعة الديوان الشعرية